# Švýcarský honič
Švýcarský honič je označení pro více plemen psů. Patří mezi ně bernský honič, luzernský honič, jurský honič, schwyzský honič a švýcarský nízkonohý honič. Pro všechny švýcarské honiče platí, že potřebují velmi dobré fyzické i psychické vyžití, ideální je pro ně lovecký výcvik, ale nadání mají i pro většinu psích sportů (flyball, coursing ap.). Pokud jsou švýcarští honiči „nevyběhaní“, psychicky i fyzicky trpí.

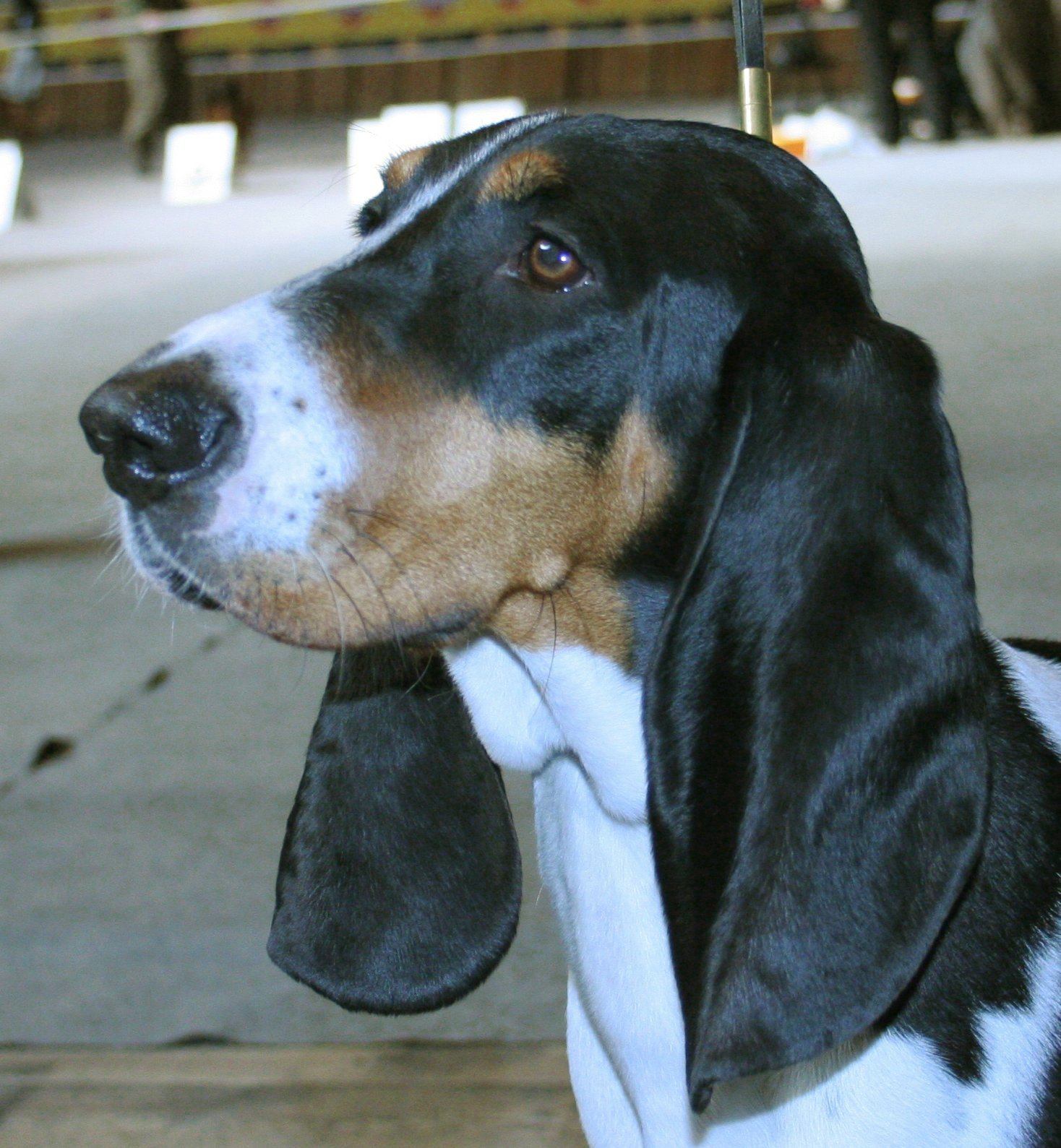
Bernský honič

## Bernský honič
Bernský honič je lovecký pes ušlechtilého vzhledu, má dlouhé vlající uši. Zbarvení bílé s černými skvrnami nebo s černým sedlem, bledě až intenzivně pálené nad očima, na lících a na vnitřní straně uší, někdy lehce skvrnité. Pes má v kohoutku 49 až 59 cm, fena 47 až 57 cm.

## Luzernský honič
Luzernský honič je nejméně rozšířený ze všech švýcarských honičů. Je velmi podobný bernskému honiči, rozdíl tkví v tom, že je vyšší a lehčí. Také není tak staré. V Čechách se mu říká také "Lucernský honič". Také má jiná zbarvení, zatímco bernský honič je trikolorní, luzernský honič je modrý s pálením.

## Jurský honič

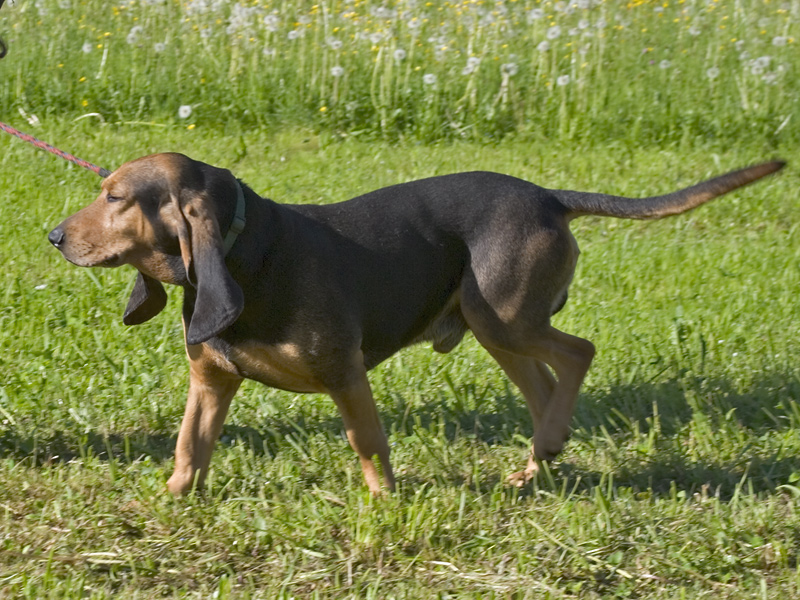
Jurský honič

Zvaný také jako "Bruno de Jura" I on se od ostatních švýcarských honičů liší zbarvením... Je totiž plavý a většinou s černým pláštěm. Oproti luzernskému honiči má ale velmi krátké nohy a je těžší. Rozšířenější než luzernský nebo schwyzský honič.

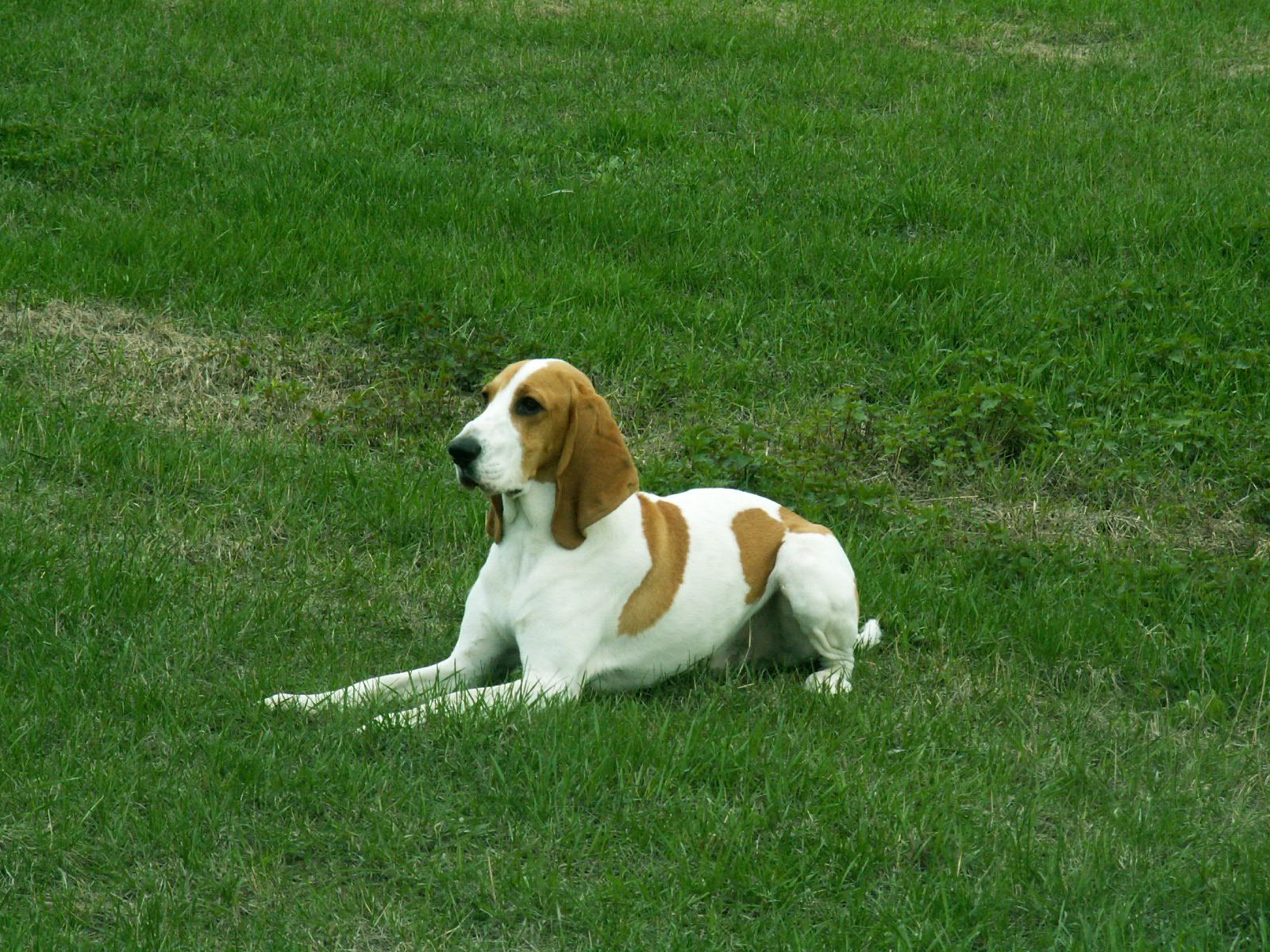
Schwyzský honič

## Schwyzský honič
Schwyzský honič je rozšířený i v Čechách, ale není tak známý jako bernský nebo jurský honič. Jeho zbarvení je většinou bílý podklad a oranžové skvrny. Je stejně velký i těžký jako bernský honič.

## Švýcarský nízkonohý honič
Švýcarský nízkonohý honič je ze všech švýcarských honičů nejméně rozšířený. Mívá různé barvy, nejčastěji je ale trikolorní. Kvůli dlouhým uším je velmi podobný i basetovi. Hlavní rozdíl mezi nám a jinými švýcarskými honiči je ten, že má velmi krátké nohy.